# Babcock (cráter)

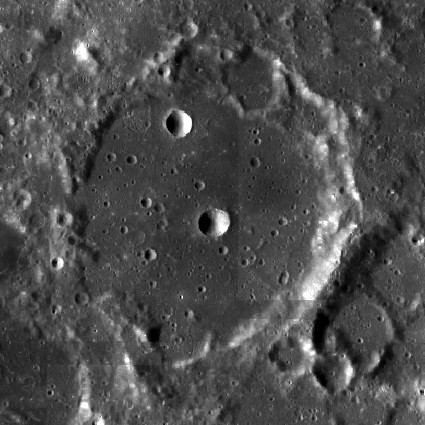
Fotografía de la misión Lunar Reconnaissance Orbiter

Babcock es un cráter de impacto que se encuentra en la cara oculta de la Luna. Está situado en el borde noreste del Mare Smythii, al sureste del Mare Marginis. Al sur de Babcock se halla el cráter Purkynĕ, y al este-noreste se encuentra Erro. Babcock se localiza en una región de la superficie de la luna, que en ocasiones queda a la vista durante libraciones favorables, aunque se ve tan escorado que un observador desde la Tierra apenas puede discernir algún detalle.
El borde de Babcock presenta muescas de erosión y está modificado por impactos posteriores, dejando un perfil exterior un tanto irregular y desigual. El interior está dominado por flujos de lava, y es relativamente plano. En lugar de un pico central, un pequeño cráter se encuentra muy cerca del punto medio del cráter. Este cráter ha sido designado Zasyadko. Otro cráter más pequeño se encuentra en el interior, cerca del extremo norte.
El área sobre Babcock ha sido objeto de inundaciones en el pasado por los flujos de lava basáltica, dejando la superficie relativamente plana, con restos de palimpsestos visibles como crestas curvadas en el suelo.

## Cráteres satélite
Por convención estos elementos son identificados en los mapas lunares poniendo la letra en el lado del punto medio del cráter que está más cerca de Babcock.
|         | \| Babcock \| Coordenadas \| Diámetro \| \| ------- \| -------------------------- \| -------- \| \| H \| 3°00′N 96°30′E / 3.0, 96.5 \| 63 km \| \| K \| 1°12′N 95°12′E / 1.2, 95.2 \| 10 km \| |          |
| Babcock | Coordenadas | Diámetro |
| H       | 3°00′N 96°30′E / 3.0, 96.5 | 63 km    |
| K       | 1°12′N 95°12′E / 1.2, 95.2 | 10 km    |